# Rui Campos
Rui Campos (São Paulo, 2 april 1922 – aldaar, 2 januari 2002) was een Braziliaanse voetballer, beter bekend onder zijn spelersnaam Rui.

## Biografie
Rui begon zijn carrière bij Bonsucesso, een kleinere club uit Rio de Janeiro. In 1942 maakte hij de overstap naar Fluminense. In 1944 ging hij voor São Paulo spelen, waar hij samen met Bauer en Noronha een magisch middeveldstrio vormde. Indien nodig speelde hij ook als verdedigende middenvelder. Met de club won hij vier keer het Campeonato Paulista. In 1952 speelde hij kort voor Bangu en keerde dan terug naar São Paulo om er voor Palmeiras te spelen. 
Rui speelde zes jaar voor het nationale elftal, waaronder op het WK 1950 in eigen land. Een jaar eerder won hij met zijn land het Zuid-Amerikaans kampioenschap. 